# Krzywik

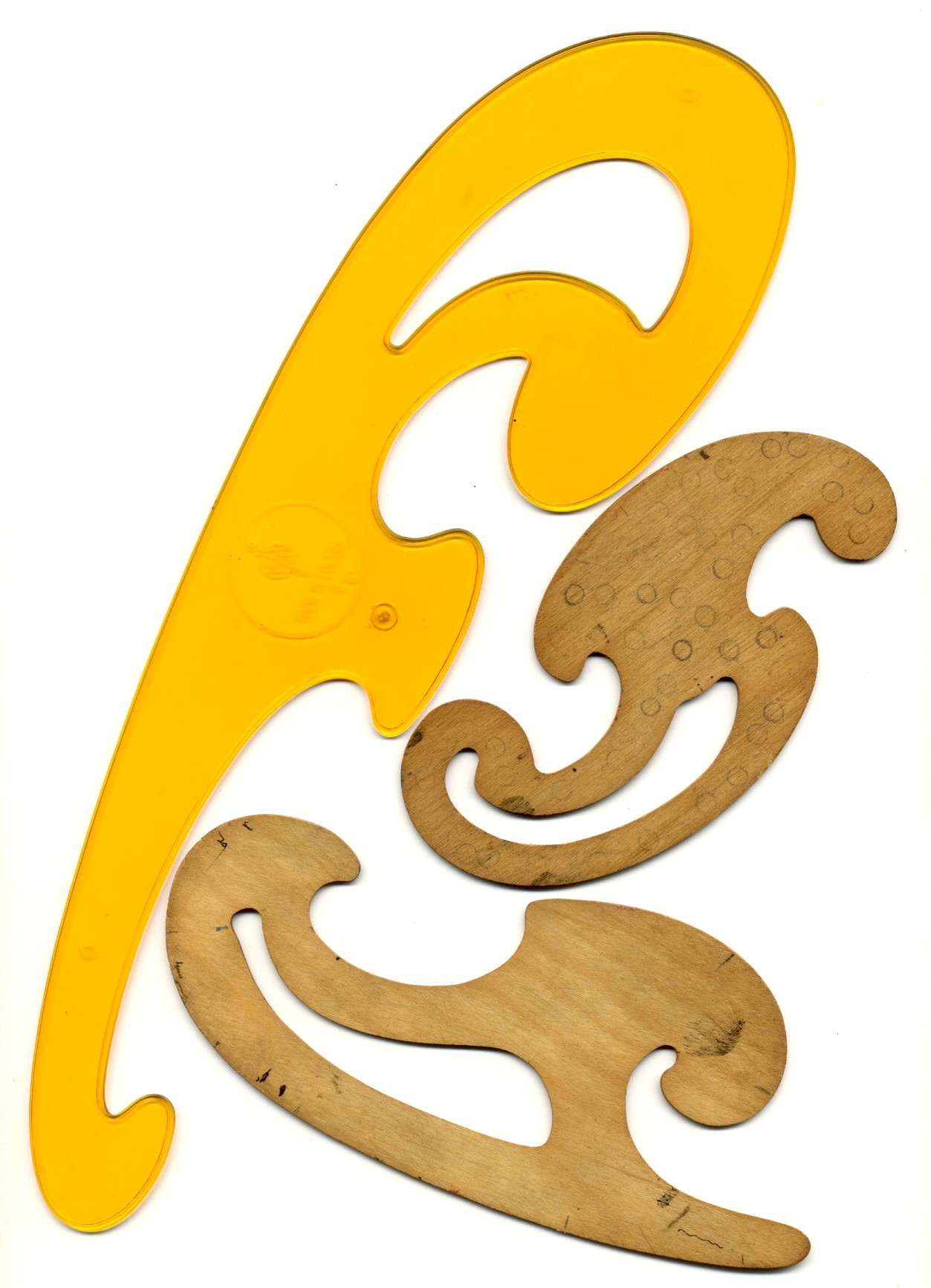
Komplet krzywików. Na górze (najdłuższy) do krzywych parabolicznych, w środku do krzywych eliptycznych, na dole do krzywych hiperbolicznych

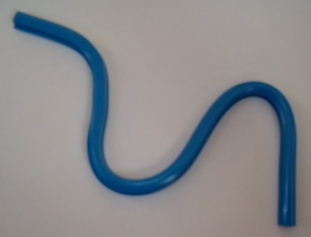
Krzywik giętki

Krzywik – szablon używany podczas wykonywania rysunków technicznych do wykreślenia linii krzywych, które są niemożliwe do narysowania przy użyciu cyrkla. Użycie krzywika pozwala na wyprowadzenie dowolnej linii krzywej o zmiennym przebiegu, która nie jest odcinkiem łuku okręgu. Komplet krzywików składa się z trzech różnych form. Praca z krzywikiem polega na połączeniu kolejnych punktów z zachowaniem płynnego przebiegu linii, co jest możliwe do osiągnięcia przy pokrywaniu się końcowych odcinków krzywej dla każdego kolejnego przyłożenia szablonu.
Najczęściej używane krzywiki produkowane są z tworzyw sztucznych, wcześniej wycinano je z drewna (najczęściej ze sklejki), ebonitu lub celuloidu.
Oprócz krzywików sztywnych o określonych kształtach stosowane były (do czasu wprowadzenia komputerowych technik kreślarskich) krzywiki gięte wykonane z tworzywa sztucznego, które można było wygiąć w dowolny kształt i ten kształt zachowywały podczas kreślenia.
Drugi rodzaj krzywików giętych to tak zwane "giętki". Są to długie pręty o przekroju kwadratowym ze sprężystego tworzywa sztucznego. Po wygięciu ich do odpowiedniej krzywizny, trzeba było docisnąć je do rysunku ciężarkami żeliwnymi. Stosowane były do wykreślania profili lotniczych i innych podobnych kształtów.